# Telipogon bowmanii
Telipogon bowmanii es una especie  de orquídea epifita. Es originaria de Sudamérica.

## Descripción
Es una orquídea de pequeño tamaño, con hábitos de epífita con un rizoma ascendente que lleva hojas elípticas oblongas, agudas, conduplicadas. Florece a finales del otoño y el invierno en una inflorescencia cilíndrica, delgada, erguida, con 3-5 flores.

## Distribución y hábitat
Se encuentra en Perú y Bolivia en los bosques nublados montanos fríos y húmedos en elevaciones de alrededor de 1.800 metros.   

## Taxonomía
Telipogon bowmanii fue descrita por Heinrich Gustav Reichenbach y publicado en Linnaea 41: 69. 1887.
Etimología
Telipogon: nombre genérico que deriva de las palabras griegas: "telos", que significa final o punto y "pogon" igual a "barba", refiriéndose a los pelos en la columna de las flores.
bowmanii: epíteto
Sinonimia
- Telipogon vargasii C.Schweinf.[3][4]